# Winston Churchill (forfatter)
 For alternative betydninger, se Winston Churchill. (Se også artikler, som begynder med Winston Churchill)
Winston Churchill (10. november 1871 – 12. marts 1947) var en amerikansk forfatter.
Churchill var født i St. Louis, Missouri, som søn af Edward Spalding og Emma Bell Churchill. Han gik på Smith Academy i Missouri og USAs Flådeakademi i Annapolis, Maryland, hvor han bestod søofficerseksamen i 1894. På flådeakademiet udmærkede han sig både bogligt og i almene studenteraktiviteter. Han blev mesterfægter og organiserede det første otter-mandskab i roning, som han i to år var styrmand for. Efter sin afgangseksamen blev han redaktør af The Army and Navy Journal. Han tog sin afsked fra flåden for at forfølge en karriere som skribent. I 1895 blev han ledende chefredaktør for Cosmopolitan Magazine, men på under et år tog han sin afsked for at få mere tid til at skrive. Selvom han fik størst succes som romanforfatter, udgav han også poesi og essays. Han debuterede litterært i 1896 med fortællingen Mr. Keegan's Elopement, der blev offentliggjort i et magasin og blev genoptrykt i 1903 som roman.
Hans første selvstændige roman var The Celebrity (1898), og han blev derefter kendt gennem en række populære romaner. Han slog igennem med bestselleren Richard Carvel (1899), en revolutionshistorie fra Maryland og London, der solgte i 2 mio. eksemplarer i en befolkning på 79 mio. og gjorde Churchill rig. Hans næste store succes blev Coniston (1906). Derefter fulgte Mr. Crewe's career (1908), The inside of a cup(1913) med flere. Bøgerne var præget af tidens optimistiske tro på det amerikanske demokrati og dets fremtid, hvis mest typiske repræsentant var præsident Theodore Roosevelt.

### Romaner
- The Celebrity (1898)
- Richard Carvel (1899)
- The Crisis (1901)
- Mr. Keegan's Elopement (hardback bog) (1903) - oprindelig udgivet 1896 i magasinformat.
- The Crossing (1904)
- Coniston (1906)
- Mr. Crewe's Career (1908)
- A Modern Chronicle (1910)
- The Inside of the Cup (1913)
- A Far Country (1915)
- The Dwelling-Place of Light (1917)
- The Uncharted Way (1940)

### Øvrige værker
- Richard Carvel; Play produced on Broadway, (1900–1901)
- The Crisis; Play produced on Broadway, (1902)
- The Crossing; Play produced on Broadway, (1906)
- The Title Mart; Play produced on Broadway, (1906)
- A Traveller In War-Time (1918)
- Dr. Jonathan; A play in three acts (1919)
- The Psychology of the Gospel Doctrine